# Ferenc Deák
Cet article concerne l'homme politique. Pour le footballeur hongrois, voir Ferenc Deák (footballeur).
Pour les articles homonymes, voir Deák.
Dans le nom hongrois Deák Ferenc, le nom de famille précède le prénom, mais cet article utilise l’ordre habituel en français Ferenc Deák, où le prénom précède le nom.
Ferenc Deák (né le 17 octobre 1803 à Söjtör - mort le 28 janvier 1876 à Budapest) est un homme politique hongrois surnommé « Le sage de la nation ».

## Biographie

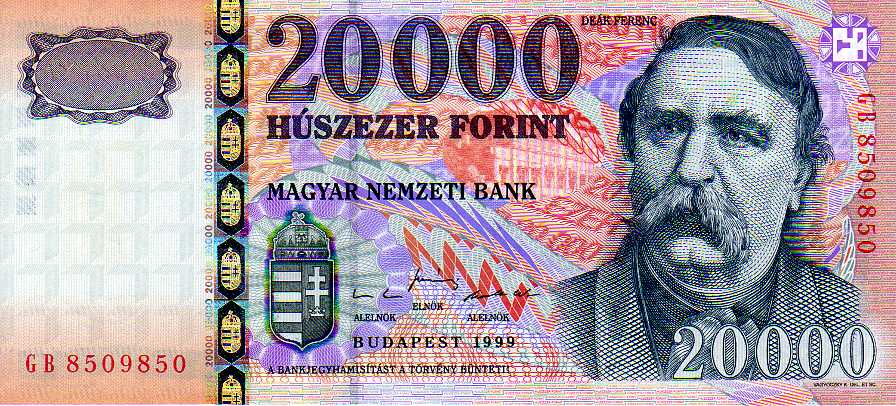
Sa photo sur le billet de 20000 forints, la plus haute devise hongroise

Deák descend d'une famille de la noblesse hongroise. Après avoir fait son droit, il devient avocat puis notaire.
En 1833, il fait son entrée en politique en remplaçant son frère comme député à la Diète de Hongrie.
Il devient l'un des chefs des nationalistes hongrois, réclamant l'autonomie du pays au sein de la monarchie habsbourgeoise. C'est également un libéral qui affranchit ses serfs lorsqu'il hérite des terres de son frère en 1842.
Lorsqu'éclate la Révolution hongroise de 1848, Deák se range parmi les modérés. Il accepte de devenir ministre de la Justice dans le gouvernement de Lajos Batthyány. Partisan d'un compromis avec l'Autriche, il préfère démissionner quand les nationalistes extrémistes de Lajos Kossuth prennent le pouvoir. Il se fait ensuite discret jusqu'à la fin de la guerre. Capturé et jugé par une cour martiale en 1849, il obtient son acquittement.
Deák passe les années 1850 dans une semi-retraite avant de revenir à la Diète en 1861. Il propose alors un compromis à l'empereur François-Joseph Ier, consistant en une reconnaissance de l'autonomie hongroise au sein de la monarchie. Ses propositions jouent un rôle essentiel dans la rédaction du Compromis austro-hongrois de 1867 instituant une double monarchie. 
Peu après, il refuse de devenir Premier ministre mais n'abandonne pas le combat politique. Cependant, il est l'objet des attaques des patriotes radicaux de Kossuth et ne peut guère se faire entendre.
Il meurt en 1876 à l'âge de 72 ans.